# Bella (Olaszország)
Bella község (comune) Olaszország Basilicata régiójában, Potenza megyében.

## Fekvése
A megye északnyugati részén fekszik. Határai: Muro Lucano, San Fele, Baragiano, Balvano, Ruoti, Atella és Avigliano.

## Története
A település történetet a normann hódítások idejére (11-12. század nyúlik vissza. Vára a 11. században épült fel, majd a 16. században bővítették ki. A települést többször is romba döntötték földrengések, e miatt fejlődése lassú és nehézkes volt. 

## Népessége
A népesség számának alakulása:

## Főbb látnivalói
- San Cataldo-templom
- Santa Maria Assunta-templom
- Sant’Antonio dei Casalini-templom
- Santa Maria delle Grazie-templom
- San Vincenzo-templom